# 余應桂
余應桂（1580年—1649年），字孟玉，號二磯，江西都昌人。 明末政治人物。

## 生平
生於萬曆十三年（1585年），耕读世家，萬曆四十一年（1619年）已未進士，四十八年任浙江武康县知县，天啓二年（1622年）丁艱去职。六年（1626年）授福建龍巖縣縣令，崇禎元年（1628年）授海澄縣令，清廉自守，“吏事精敏，下不能欺”，龙岩人立生祠，树“余侯遗爱碑”，碑文：“相时以动，不弗人情，斯何等识力哉！……救荒发粟，施济众，真恺悌君子，民之父母也。”
崇禎四年（1631年）授御史，七上弹劾首辅周延儒，下狱後继续纠劾。崇禎七年，出任湖廣巡按，後為巡撫，鎮壓農民軍，熊文燦上疏彈劾應桂“破壞撫局”，受楊嗣昌詆誣，被逮下獄。
崇禎十六年，潼關失守，起为兵部右侍郎，出代孙传庭总督陕西军务，發帑金五萬，行至山西，徘徊不前，被革职，由陝西巡撫李化熙升任，後家居都昌。
永曆二年十二月（合1649年），起兵都昌反清，招致石光龍舊部練為水軍，敗於落星湖，清兵破都昌，不屈而死。《明史》有传。